# Стар-Сіті (Західна Вірджинія)
Стар-Сіті (англ. Star City) — місто (англ. town) в США, в окрузі Мононґалія штату Західна Вірджинія. Населення — 1779 осіб (2020).

## Географія
Стар-Сіті розташований за координатами 39°39′33″ пн. ш. 79°59′12″ зх. д. / 39.65917° пн. ш. 79.98667° зх. д. (39.659156, -79.986625).  За даними Бюро перепису населення США в 2010 році місто мало площу 1,54 км², з яких 1,28 км² — суходіл та 0,26 км² — водойми.

## Демографія
Згідно з переписом 2010 року, у місті мешкало 1825 осіб у 903 домогосподарствах у складі 363 родин. Густота населення становила 1182 особи/км².  Було 1001 помешкання (648/км²).
Расовий склад населення:
| - 88,7 % — білих - 4,4 % — чорних або афроамериканців - 4,1 % — азіатів |

До двох чи більше рас належало 2,4 %. Частка іспаномовних становила 2,9 % від усіх жителів.
За віковим діапазоном населення розподілялося таким чином: 11,4 % — особи молодші 18 років, 77,5 % — особи у віці 18—64 років, 11,1 % — особи у віці 65 років та старші. Медіана віку мешканця становила 29,9 року. На 100 осіб жіночої статі у місті припадало 102,8 чоловіків;  на 100 жінок у віці від 18 років та старших — 102,6 чоловіків також старших 18 років.
Середній дохід на одне домашнє господарство  становив 53 277 доларів США (медіана — 40 833), а середній дохід на одну сім'ю — 64 157 доларів (медіана — 58 646). Медіана доходів становила 39 676 доларів для чоловіків та 35 556 доларів для жінок. За межею бідності перебувало 24,4 % осіб, у тому числі 12,0 % дітей у віці до 18 років та 0,4 % осіб у віці 65 років та старших.
Цивільне працевлаштоване населення становило 996 осіб. Основні галузі зайнятості: освіта, охорона здоров'я та соціальна допомога — 45,2 %, мистецтво, розваги та відпочинок — 12,2 %, науковці, спеціалісти, менеджери — 10,2 %, виробництво — 8,4 %.